# Holzer Motorsport
Holzer Rennsport GmbH, Tochterunternehmen der Holzer Gruppe, ist ein deutsches Motorsportteam und ein Fahrzeugtuner aus Augsburg. Das Unternehmen wurde 1986 von den Brüdern Günther und Ronald Holzer gegründet.

## Unternehmensstruktur
Zur Holzer-Firmengruppe zählen folgende fünf Tochterunternehmen:
- Performance GmbH
- AT Auto + Tuning GmbH
- Holzer Rennsport GmbH
- RPC GmbH
- HHR GmbH
- P-IT-S Premium IT Solutions

## Firmenchronik
Die Brüder Günther und Ronald Holzer übernahmen 1981 eine Shell-Tankstelle. In der angegliederten Werkstatt bereiteten sie die Rallyefahrzeuge für den Opel Kadett Cup vor. 1985 übernahmen sie eine zweite Tankstelle. 1986 gründeten sie die Firma Holzer Motorsport. 1991 wurde das Unternehmen in AM-Holzer Motorsport GmbH umbenannt. 1992 eröffnete es ein eigenes Lancia- und 1994 ein Fiat-Autohaus. 1996 kam es zur Umbenennung in AM-Holzer-Rennsport GmbH.
Darüber hinaus war das Unternehmen an den Entwicklungsarbeiten, am Aufbau und an der Betreuung verschiedener Rallye- und Cup-Fahrzeuge beteiligt.

## Motorsporthistorie

### Rallyesport
Günther und Ronald Holzer waren bereits in den 1970er-Jahren im Motorsport aktiv. Ab 1979 bildeten die Brüder ein Rallyeteam und traten gemeinsam im Opel Kadett Cup an, wobei Ronald am Steuer und Günther auf dem Beifahrersitz saß. Nachdem sie 1982 den Cup gewannen, wurden sie 1983 als Opel-Werksfahrer auf einem Manta Vizemeister der Deutschen Rallye-Meisterschaft. 1987 folgte – inzwischen auf Lancia Delta erneut die Vizemeisterschaft. Während sich Günther anschließend aus dem Motorsport zurückzog, nahm Ronald weiterhin an Rallyes teil. Nachdem er sich 1989 erneut mit der Vizemeisterschaft zufriedengeben musste, gelang ihm 1990 nach mehreren vergeblichen Anläufen endlich der Meisterschaftssieg. Inzwischen waren nun auch Kundenteams mit Holzer-Fahrzeugen unterwegs. Michael Gerber, Isolde Holderied und Uwe Nittel konnten darauf einige Erfolge feiern.
Nach dem Einstieg in Rundstreckenrennen kehrte Holzer Motorsport 1997 wieder in den Rallyesport zurück. Als Werksteam von Subaru gelang Holzer mit Fahrer Armin Kremer und Beifahrer Fred Berßen 1998 und 1999 erneut der Gewinn der Deutschen Rallye-Meisterschaft. Mit Klaus Wicha wurde Kremer 2000 Vizemeister. Von 1999 bis 2001 setzte das Team außerdem einen Opel Astra mit Fahrer Niki Schelle ein.

### STW und DTM
1995 breitete sich Holzer Motorsport nun auch auf Rundstreckenrennen aus, als das Team mit zwei BMW 318i in den Super Tourenwagen Cup einstieg. Ab dem Jahr darauf wurden Opel Vectra eingesetzt. Am Ende der Saison 1996 belegte Marco Werner den vierten Platz in der Privatfahrerwertung und Holzer Motorsport erreichte Platz acht in der Teamwertung. Bereits 1997 wurde Holzer Motorsport zum Opel-Werksteam. 1998 erzielte Holzer-Pilot Uwe Alzen Rang drei in der Meisterschaft und war damit bester Opel-Fahrer. 1999 setzte das Team auch einen dritten Vectra ein. Die Fahrzeuge wurden von Top-Piloten wie Uwe Alzen, Manuel Reuter und Éric Hélary gesteuert, welche mehrere Siege für das Team einfahren konnten. Uwe Alzen schloss die Saison mit der Vizemeisterschaft ab.
Ab 2000 trat Holzer Motorsport in der neu gegründeten DTM an. In der Debütsaison standen neben Alzen und Hélary auch Joachim Winkelhock und Timo Scheider auf Holzer-Opel am Start. Winkelhock konnte ein Rennen für sich entscheiden, während Alzen dies gleich drei Mal gelang. In der Punktetabelle belegten sie am Ende der Saison die Plätze fünf und sechs. Als 2001 Opel in der DTM allmählich den Anschluss an die Konkurrenz verlor, erwies sich die Saison für Holzer Motorsport als schwierig, und Podiumsplätze blieben aus. Die Piloten Winkelhock, Scheider und Michael Bartels konnten nur wenige Punkte einfahren und belegten damit in der Fahrerwertung abgeschlagene Plätze. Auch 2002 änderte sich die Situation nicht. Scheider erreichte mit zehn Punkten immerhin noch Platz acht in der Fahrerwertung. 2003 fuhren die Opel weiterhin der Konkurrenz hinterher und die Holzer-Piloten Alain Menu und Manuel Reuter erkämpften sich die Plätze neun und zehn. Als 2004 aufgrund von Reglementsänderungen alle Hersteller mit neuen Fahrzeugen an den Start gehen mussten, gelang Opel zumindest der Anschluss an die Konkurrenz. Manuel Reuter erzielte erstmals wieder eine Podiumsplatzierung für das Team. Timo Scheider konnte regelmäßig in die Punkteränge fahren und beendete die Saison als bester Opel-Pilot auf Platz acht in der Fahrerwertung. Da Opel nach Ablauf der Saison 2005 sein Engagement in der DTM beendete, zog sich auch Holzer Motorsport wieder aus der DTM zurück.

### Das Team heute
Seit dem Rückzug aus der DTM tritt Holzer nicht mehr im hochklassigen Motorsport an. Das Team konzentriert sich heute auf die Betreuung von Kundenfahrzeugen und besitzt für die Nachwuchsförderung ein eigenes Kart- sowie Formel-BMW-Team. Außerdem ist in Augsburg eine teameigene Tuningschmiede beheimatet.
Von 2010 bis 2012 war Holzer Zulieferer für das mit spanischer Lizenz fahrende Formel-1-Team HRT. Das 2012er Modell HRT F112 wurde ab November 2011 bei Holzer aufgebaut. Hier entstanden auch zahlreiche Einzelteile wie die Pedale, die Lenksäule oder der Kabelbaum.

## Ergebnisse
| 1995 | STW mit BMW – Fahrer: Rüdiger Julius + Alexander Gaggl + Marco Werner |
| 1996 | STW mit Opel – Fahrer: Marco Werner + Volker Strycek |
| 1997 | STW mit Opel – Fahrer: Alexander Burgstaller + Ronny Melkus |
| 1998 | STW mit Opel – Fahrer: Alexander Burgstaller + Uwe Alzen ERC mit Opel - Fahrer: Niki Schelle/Gerhard Weiss                                                                                                |
| 1999 | STW mit Opel – Fahrer: Uwe Alzen + Éric Hélary + Manuel Reuter ERC mit Opel - Fahrer: Niki Schelle/Gerhard Weiss                                                                                          |
| 2000 | DTM mit Opel – Fahrer: Uwe Alzen + Joachim Winkelhock + Éric Hélary + Timo Scheider ERC mit Opel - Fahrer: Niki Schelle/Ilka Minor                                                                        |
| 2001 | 9. und 10. DTM mit Opel – Fahrer: Joachim Winkelhock + Timo Scheider + Michael Bartels |
| 2002 | 5. DTM mit Opel – Fahrer: Timo Scheider + Michael Bartels |
| 2003 | 6. DTM mit Opel – Fahrer: Manuel Reuter + Alain Menu |
| 2004 | DTM mit Opel – Fahrer: Heinz-Harald Frentzen + Manuel Reuter + Timo Scheider 8. Formel BMW ADAC Deutschland mit Marco Holzer + Natacha Gachnang                                                           |
| 2005 | DTM mit Opel – Fahrer: Laurent Aïello + Manuel Reuter Formel-3-Euroserie mit Thomas Holzer (Platz 22 Fahrerwertung) 4. Formel BMW ADAC Deutschland mit Harald Schlegelmilch + Marco Holzer + Tim Sandtler |
| 2006 | 4. Formel BMW ADAC Deutschland mit Marco Holzer + Christian Zacherl + Dominik Wasem |
| 2007 | 9. Formel 3 Euroserie mit Marco Holzer (Platz 19 Fahrerwertung) 5. Formel BMW ADAC Deutschland mit Niall Quinn + Andrei Harnagea + Daniel Juncadella + Sebastian Saavedra + James Grunwell                |
| 2008 | 9. Formel BMW Europa mit Bastian Graber + Jazeman Jaafar + Melvin Moh + Kyle Mitchell |